# Åke Polstam
Karl Åke Sture Polstam, född 1 september 1920 i Vists församling, Östergötlands län, död 26 februari 1999 i Sankt Lars församling, Linköping i magcancer, var en svensk polisinspektör och politiker. Gift med Signe Polstam (1918–2018). Åke Polstam gav ut en bok om polisen i Linköping tillsammans med ett antal andra poliser från distriktet och var engagerad i Gamla Linköpings polismuseum under sin livstid. 
Polstam var riksdagsledamot för centerpartiet i andra kammaren 1969–1970, och sedan i enkammarriksdagen fram till 1982, invald i Östergötlands läns valkrets.